# 金成勇
金 成勇（キム ソンヨン、チョソングル：김성용、1987年2月26日 - ）は、東京都足立区出身の元サッカー選手、サッカー指導者。元サッカー選手の金光浩は父に当たる。

## 来歴
2007年、U-23朝鮮民主主義人民共和国代表候補として選出される。
2008年10月10日、京都サンガF.C.に加入すると発表された
2009年8月22日、第23節の新潟戦において後半途中から交代出場。CKからヘディングで決勝点となるプロ初ゴールを決めた。
2009年J1第26節の磐田戦で相手GK・日本代表の川口能活がボールをセーブしたところへ足を突っ込み、川口の右脛骨骨幹部を骨折させる。
2010年1月、AFCチャレンジカップ2010の北朝鮮代表メンバーに選出され、グループリーグのキルギス戦で初キャップを、準決勝のミャンマー戦にて代表初ゴールを記録した。
引退後はドルトムント・サッカーアカデミーでスタッフとして勤務。2020年1月21日、いわてグルージャ盛岡のアカデミーダイレクター兼トップチームコーチに就任すると発表された。

## 所属クラブ
- 1996年 - 1998年 東京朝鮮第四初中級学校 初級部
- 1999年 - 2001年 東京朝鮮第四初中級学校 中級部
- 2002年 - 2004年 東京朝鮮中高級学校 高級部
- 2005年 - 2008年 朝鮮大学校
- 2009年 - 2011年  京都サンガF.C.
- 2012年  ザスパ草津
- 2013年[4] -  ナコーンラーチャシーマーFC
- 2013年 - 2014年  ランダジッド・ユナイテッドFC（英語版）[1]
- 2014年 - 2015年  ロイヤル・ワヒンドーFC（英語版）
- 2015年 - 2016年  ベンガルールFC
- 2016年 - 2017年  DSKシバジアンズFC（英語版）

## 個人成績
| 国内大会個人成績 | 国内大会個人成績    | 国内大会個人成績 | 国内大会個人成績 | 国内大会個人成績 | 国内大会個人成績 | 国内大会個人成績 | 国内大会個人成績 | 国内大会個人成績 | 国内大会個人成績 | 国内大会個人成績 | 国内大会個人成績 |
| 年度             | クラブ              | 背番号           | リーグ           | リーグ戦         | リーグ戦         | リーグ杯         | リーグ杯         | オープン杯       | オープン杯       | 期間通算         | 期間通算         |
| 年度             | クラブ              | 背番号           | リーグ           | 出場             | 得点             | 出場             | 得点             | 出場             | 得点             | 出場             | 得点             |
| 日本             | 日本                | 日本             | 日本             | リーグ戦         | リーグ戦         | リーグ杯         | リーグ杯         | 天皇杯           | 天皇杯           | 期間通算         | 期間通算         |
| ---------------- | ------------------- | ---------------- | ---------------- | ---------------- | ---------------- | ---------------- | ---------------- | ---------------- | ---------------- | ---------------- | ---------------- |
| 2009             | 京都                | 28               | J1               | 16               | 2                | 1                | 0                | 1                | 0                | 18               | 2                |
| 2010             | 京都                | 28               | J1               | 9                | 2                | 0                | 0                | 2                | 0                | 11               | 2                |
| 2011             | 京都                | 28               | J2               | 8                | 0                | -                | -                | 0                | 0                | 8                | 0                |
| 2012             | 草津                | 11               | J2               | 39               | 3                | -                | -                | 1                | 0                | 40               | 3                |
| タイ             | タイ                | タイ             | タイ             | リーグ戦         | リーグ戦         | リーグ杯         | リーグ杯         | FA杯             | FA杯             | 期間通算         | 期間通算         |
| 2013             | ナコン・ ラチャシマ | 25               | Div1             |                  |                  |                  |                  |                  |                  |                  |                  |
| 通算             | 日本                | 日本             | J1               | 25               | 4                | 1                | 0                | 3                | 0                | 29               | 4                |
| 通算             | 日本                | 日本             | J2               | 47               | 3                | -                | -                | 1                | 0                | 48               | 3                |
| 通算             | タイ                | タイ             | Div1             |                  |                  |                  |                  |                  |                  |                  |                  |
| 総通算           |                     |                  |                  |                  |                  |                  |                  |                  |                  |                  |                  |

## 代表歴

### 試合数
- 国際Aマッチ 2試合 1得点（2010年）[5]

| 北朝鮮代表 | 国際Aマッチ | 国際Aマッチ |
| 年         | 出場        | 得点        |
| ---------- | ----------- | ----------- |
| 2010       | 2           | 1           |
| 通算       | 2           | 1           |

## 指導歴
- ドルトムント・サッカーアカデミー
- 2020年 -  いわてグルージャ盛岡
  - 2020年 - 2021年 アカデミーダイレクター兼コーチ
  - 2022年 アシスタントコーチ
  - 2023年 - 2024年5月 ヘッドコーチ
  - 2024年5月 - コーチ